# Folke Bramme
Algot Folke Bramme, född 22 september 1902 i Stockholm, död 12 oktober 1973 i Johanneshov, var en svensk cellist.
Bramme var född i Stockholm och studerade under Carl Lindhe och Bror Persfelt. Han konsertdebuterade 1927, och var solist vid Stockholms konsertförening och i Radioorkestern under Sune Waldimir. Från 1926 var han även medlem av Barkelkvartetten och från 1952 av Kyndelkvartetten. 1939 syntes han som cellist i Nils Poppe-filmen Melodin från Gamla Stan.